# Martin Irnich
Martin Irnich (* 1957) ist ein deutscher Synchronregisseur, Dialogbuchautor und Synchronsprecher. Er ist zudem der Geschäftsführer des deutschen Anime-Publishers FilmConfect Anime und Gesellschafter des Synchronunternehmens TNT Media.

## Filmografie
Neben der Arbeit für Dialogbuch (B) und Dialogregie (R) sprach Irnich in Die Parallelwelt-Chroniken des Aristokraten von 2023 die Rolle „Panam“ in mehreren Episoden.

### Filme
- 2000: Beautiful Creatures – Zum Sterben schön (R)
- 2011: That's What I Am (R)
- 2012: Errors of the Human Body (B/R)
- 2013: Hentai Kamen (B/R)
- 2014: What the Fuck heißt REDIRECTED? (R)
- 2015: Gnome Alone – Gartenzwerg des Grauens (R)
- 2016: Hentai Kamen 2 – Abnormal Crisis (B/R)
- 2020: Ajin: Demi-Human – The Movie (R)
- 2020: Haganai: Die Rundlauf-Geschichte (R)
- 2020: Twittering Birds Never Fly: The Clouds Gather (R)
- 2021: Kuroko’s Basketball: The Movie – Last Game (R)
- 2021: Shakugan no Shana: Schulausflug der Liebe und heißen Quellen! (R)
- 2021: Shakugan no Shana: The Movie (R)
- 2021: Twittering Birds Never Fly: Don’t Stay Gold (R)

### Serien
- 1992: Geschichte der O (R/B)
- 1995–1998: Gänsehaut – Die Stunde der Geister (B)
- 2015: Clannad After Story (R)
- 2016: Love Live! Sunshine!! (B)
- 2016: To Love-Ru: Trouble (R)
- 2017–2023: Classroom of the Elite (R)
- 2018: Magical Girl Site (R)
- 2019–2020: No Guns Life (R)
- 2019–2022: Kaguya-sama: Love is War (R)
- 2019–2022: Is This A Zombie? (R)
- 2019–2023: The Familiar of Zero (R)
- 2020: Haganai: I Don't Have Many Friends (R)
- 2020: Flip Flappers (R)
- 2020–2021: Kuroko's Basketball (R)
- 2020: Magical Girl Raising Project (R)
- 2020: Uzaki-chan Wants to Hang Out! (R)
- 2020: Rent-a-Girlfriend (R)
- 2020–2023: Shakugan no Shana (R)
- 2020: The Pet Girl of Sakurasou (R)
- 2021: Deep Insanity: The Lost Child (B/R)
- 2021: Redo of Healer (B/R)
- 2022: Parallel World Pharmacy (R)
- 2022: The Maid I Hired Recently Is Mysterious (B/R)
- 2022: Trapped in a Dating Sim: The World of Otome Games Is Tough for Mobs (R)
- 2023: KamiKatsu: Meine Arbeit als Missionar in einer gottlosen Welt (R)
- 2023: Kanon (R)
- 2023: Vinland Saga (R)